# Angerona diluta
Angerona diluta là một loài bướm đêm trong họ Geometridae.